# Suchánek (rybník)
Rybník Suchánek  o rozloze vodní plochy 1,53 ha se nalézá v polích asi 0,8 km jihozápadně od centra obce Dětenice v okrese Jičín. Hráz rybníka je přístupná po polní cestě odbočující ze silnice III. třídy č. 27947 spojující Dětenice s vesnicí Prodašice.
Rybník je využíván pro chov ryb.

## Galerie

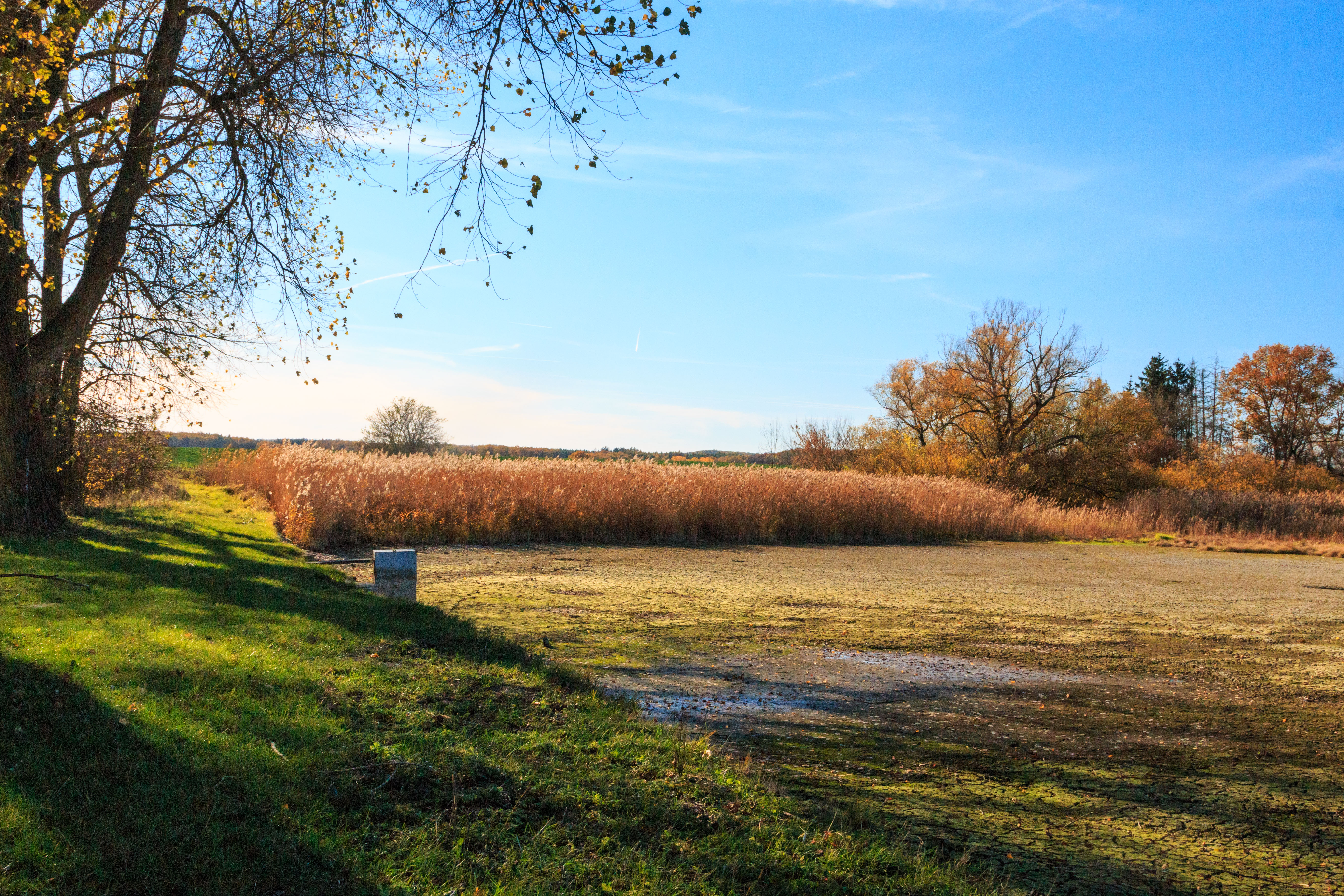
pohled na vypuštěný rybník Suchánek na podzim 2018
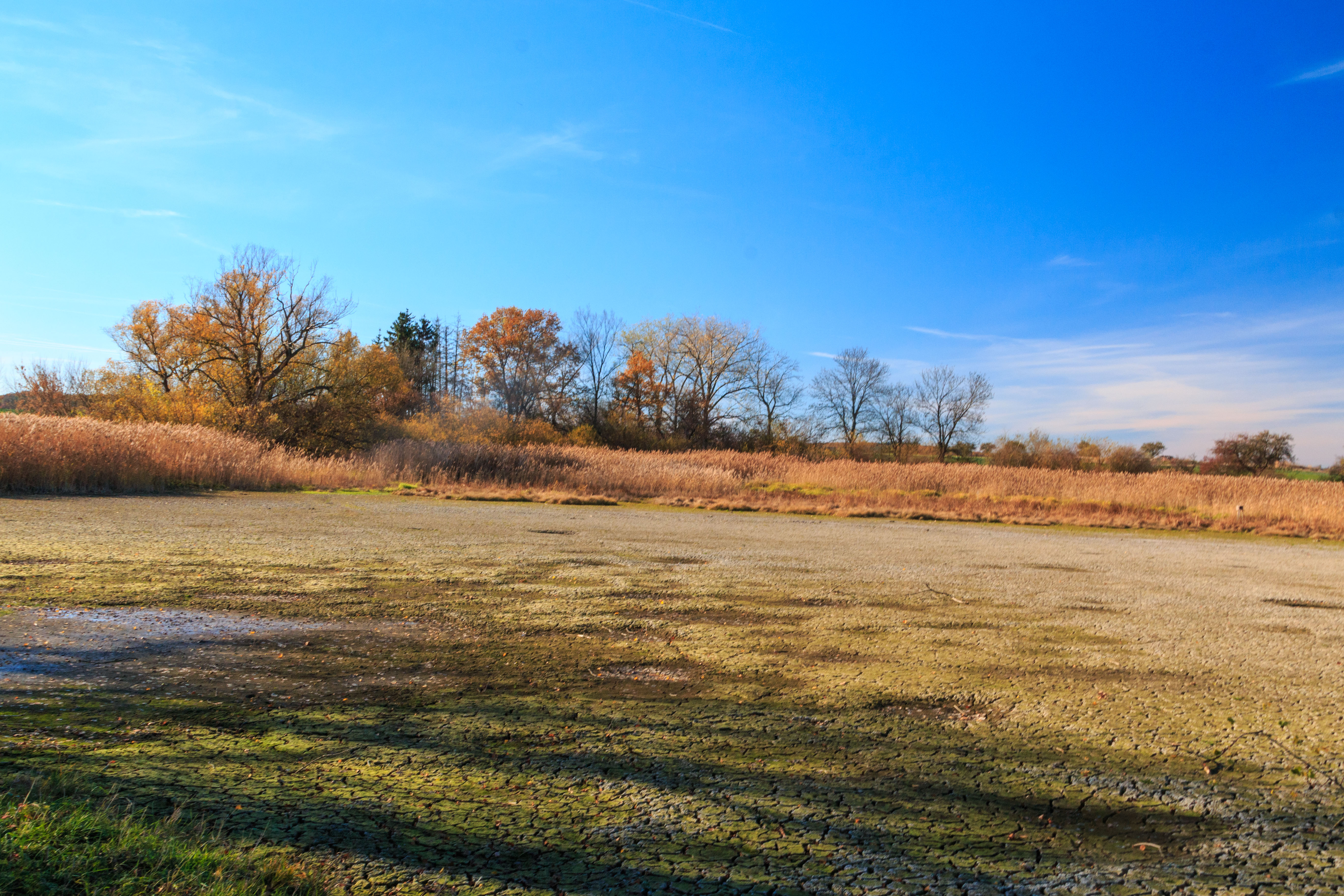
pohled na vypuštěný rybník Suchánek na podzim 2018
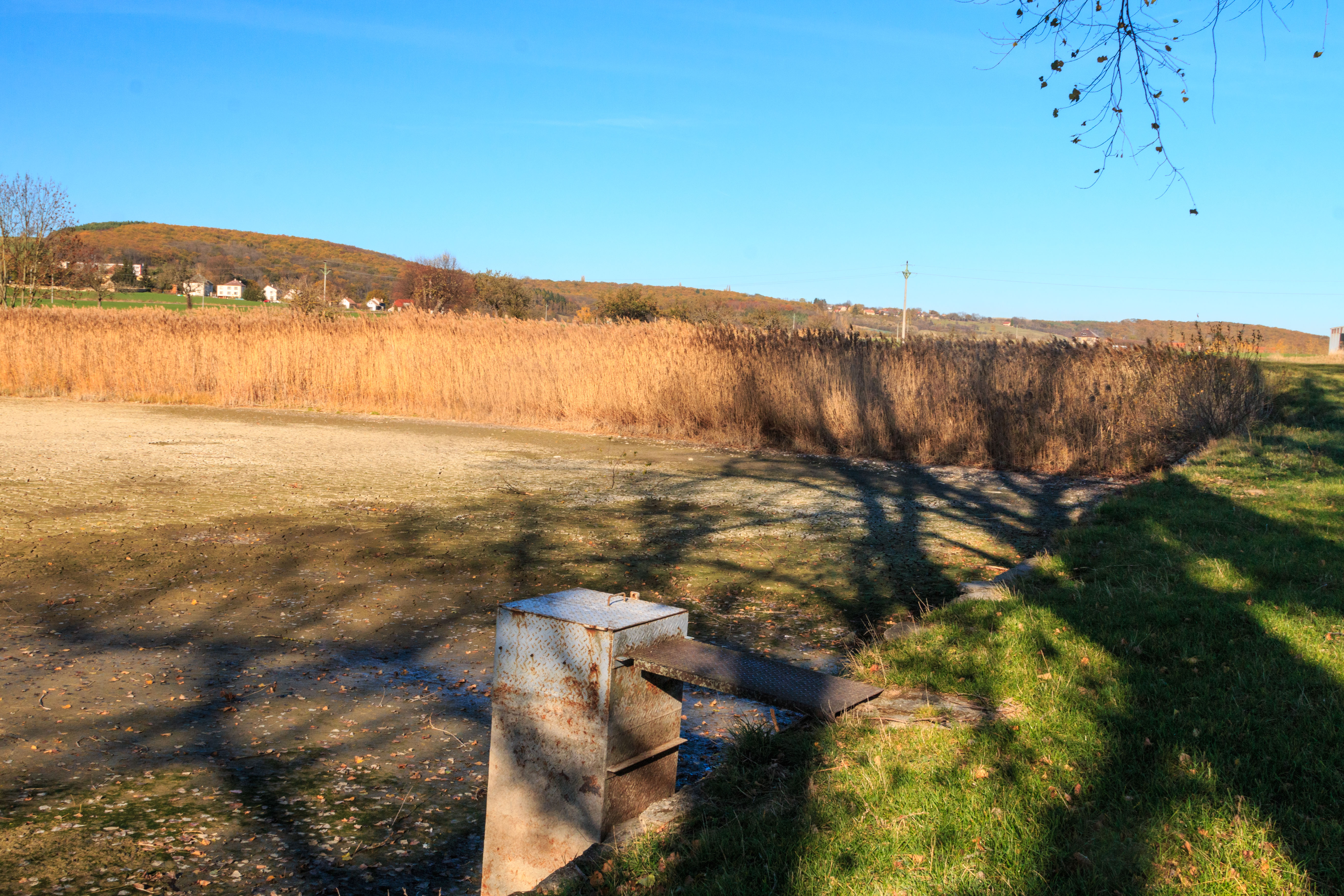
pohled na vypuštěný rybník Suchánek na podzim 2018
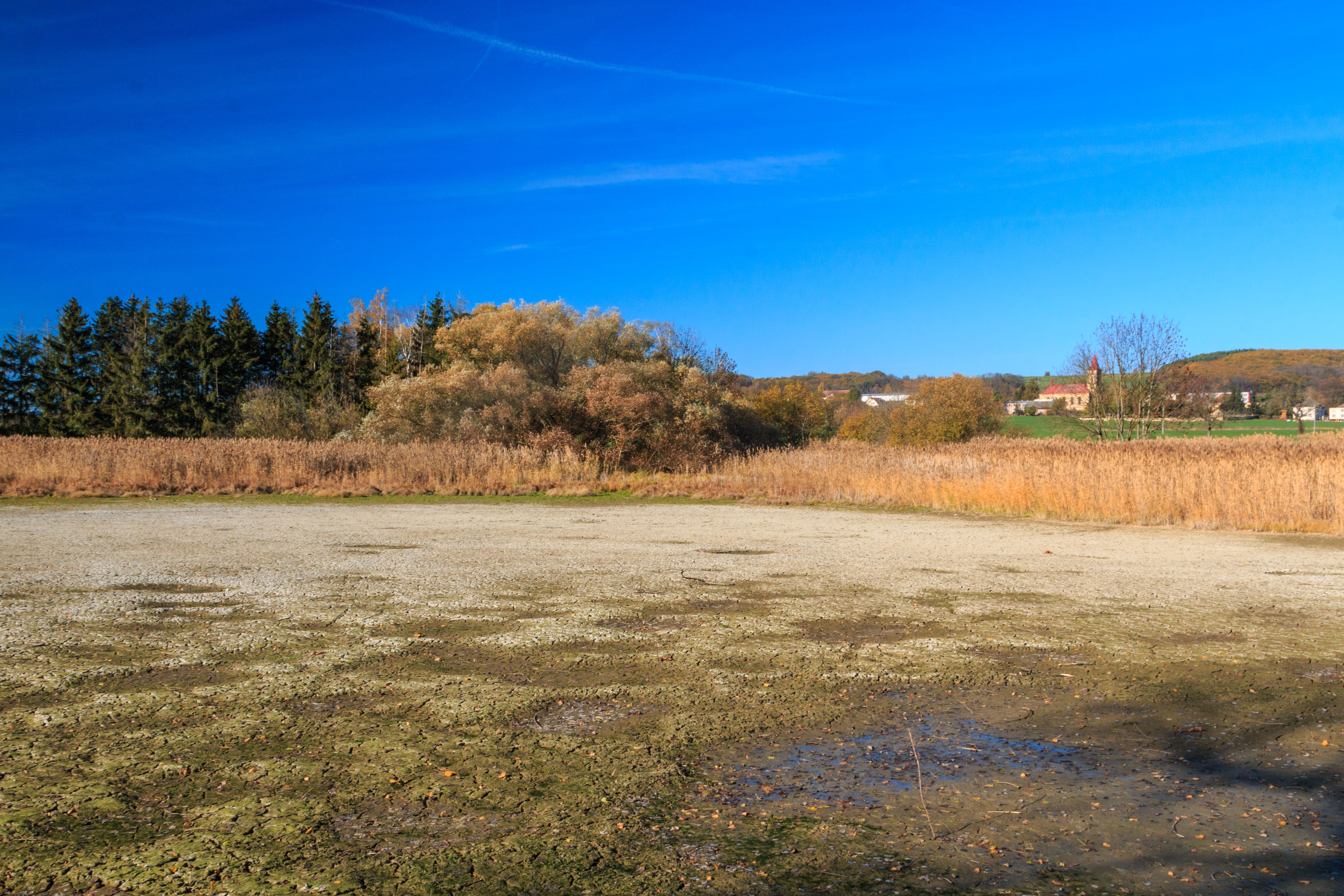
pohled na vypuštěný rybník Suchánek na podzim 2018